# Spilophora trimaculata
Spilophora trimaculata es una especie de insecto coleóptero de la familia Chrysomelidae.
Fue descrita científicamente en 1801 por Fabricius.